# José António Barbosa Soares
D. José António Barbosa Soares, filho de Domingos Fernandes Barbosa e Mariana de Araújo Soares, nasceu no Lugar de Lordelo do antigo couto de Valdreu, hoje freguesia do concelho de Vila Verde, em 22 de setembro de 1718, batizado em 2 de outubro, Foi Professor catedrático em direito do Colégio Pontifício S. Pedro na Universidade de Coimbra e bispo de Viseu de 1779/1782.